# Straight Shooting
Straight Shooting is een Amerikaanse western uit 1917 onder regie van John Ford. Het is het speelfilmdebut van Ford.

## Verhaal
Cheyenne Harry verdedigt enkele boeren die grootgrondbezitter Thunder Flint weg wil jagen.

## Rolverdeling
| Acteur         | Personage        |
| -------------- | ---------------- |
| Harry Carey    | Cheyenne Harry   |
| Duke R. Lee    | Thunder Flint    |
| George Berrell | Sweet Water Sims |
| Molly Malone   | Joan Sims        |
| Ted Brooks     | Ted Sims         |
| Hoot Gibson    | Danny Morgan     |
| Milton Brown   | Black-Eye Pete   |
| Vester Pegg    | Placer Fremont   |